# Campeonato Brasileiro de Futebol Sub-20 de 2020
O Campeonato Brasileiro de Futebol Sub-20 de 2020 é a sexta edição da competição organizada pela Confederação Brasileira de Futebol (CBF), disputada apenas por jogadores nascidos a partir de 2000, ou seja, a competição é restrito à categoria Sub-20.
O Atlético Mineiro foi o campeão da edição conquistando seu primeiro título do Brasileirão Sub-20, o troféu veio após o time mineiro empatar com o Athletico Paranaense por 1–1 e nos pênaltis vencer por 5–4 no jogo de volta da final, que foi realizado em Curitiba, no Paraná.

## Formato e regulamento
O campeonato é disputado em quatro fases: na primeira fase os 20 clubes jogam no modelo de pontos corridos em turno único. Os oito primeiros se classificarão para as quartas-de-final; na segunda fase (quartas-de-final) os clubes se enfrentarão no sistema eliminatório (“mata-mata”) classificando-se o vencedor de cada grupo para a terceira fase (semifinal) os clubes se enfrentaram no sistema eliminatório classificando-se o vencedor de cada grupo para a quarta fase (final), onde os dois clubes se enfrentarão também no sistema eliminatório para definir o campeão.
1. Primeira fase: 20 clubes jogam todos contra todos em turno único
2. Segunda Fase (quartas-de-final): oito clubes distribuídos em quatro grupos de dois clubes cada
3. Terceira fase (semifinal): quatro clubes distribuídos em dois grupos de dois clubes cada
4. Quarta fase (final): em um grupo de dois clubes, de onde sairá o campeão

### Critérios de desempate
Em caso de empate de pontos entre dois clubes, os critérios de desempate serão aplicados na seguinte ordem:
1. Número de vitórias
2. Saldo de gols
3. Gols marcados
4. Número de cartões vermelhos
5. Número de cartões amarelos
6. Sorteio

## Participantes
| Equipe               | Cidade         | Estado            | Estádio (mando)         | Capacidade    | Títulos        |
| -------------------- | -------------- | ----------------- | ----------------------- | ------------- | -------------- |
| América Mineiro      | Belo Horizonte | Minas Gerais      | Estádio das Alterosas   | 2 000         | 0 (não possui) |
| Athletico Paranaense | Curitiba       | Paraná            | CT do Caju              | 1 367         | 0 (não possui) |
| Atlético Mineiro     | Belo Horizonte | Minas Gerais      | Estádio das Alterosas   | 2 000         | 0 (não possui) |
| Bahia                | Salvador       | Bahia             | CT do Praia do Forte    | 500           | 0 (não possui) |
| Botafogo             | Rio de Janeiro | Rio de Janeiro    | CEFAT                   | 12 000        | 0 (não possui) |
| Ceará                | Fortaleza      | Ceará             | Cidade Vozão            | 4 000         | 0 (não possui) |
| Chapecoense          | Chapecó        | Santa Catarina    | CT da Água Amarela      | Não informado | 0 (não possui) |
| Corinthians          | São Paulo      | São Paulo         | Parque São Jorge        | 16 000        | 0 (não possui) |
| Cruzeiro             | Belo Horizonte | Minas Gerais      | Estádio das Alterosas   | 2 000         | 1 (2017)       |
| Flamengo             | Rio de Janeiro | Rio de Janeiro    | Gávea                   | 8 000         | 1 (2019)       |
| Fluminense           | Rio de Janeiro | Rio de Janeiro    | Estádio das Laranjeiras | 8 000         | 1 (2015)       |
| Goiás                | Goiânia        | Goiás             | Serrinha                | 9 900         | 0 (não possui) |
| Grêmio               | Porto Alegre   | Rio Grande do Sul | CT Hélio Dourado        | 1 500         | 0 (não possui) |
| Internacional        | Porto Alegre   | Rio Grande do Sul | Morada dos Quero-Queros | Não informado | 0 (não possui) |
| Palmeiras            | São Paulo      | São Paulo         | Allianz Parque          | 43 713        | 1 (2018)       |
| Santos               | Santos         | São Paulo         | CT Rei Pelé             | Não informado | 0 (não possui) |
| São Paulo            | São Paulo      | São Paulo         | CT de Cotia             | 1 500         | 0 (não possui) |
| Sport                | Recife         | Pernambuco        | Arena de Pernambuco     | 44 300        | 0 (não possui) |
| Vasco da Gama        | Rio de Janeiro | Rio de Janeiro    | Nivaldão                | 2 184         | 0 (não possui) |
| Vitória              | Salvador       | Bahia             | Barradão                | 30 618        | 0 (não possui) |

## Fase final
Em itálico, os times que possuem o mando de campo no primeiro jogo do confronto. 
  Em negrito, os clubes classificados
|  | Quartas de final                               | Quartas de final                               | Quartas de final                               | Quartas de final                               |       |                       | Semifinais                                    | Semifinais                                    | Semifinais                                    | Semifinais                                    |  |                       | Final                                         | Final                                         | Final                                         | Final                                         |  |  |
|  | 27 de dezembro de 2020 a 04 de janeiro de 2021 | 27 de dezembro de 2020 a 04 de janeiro de 2021 | 27 de dezembro de 2020 a 04 de janeiro de 2021 | 27 de dezembro de 2020 a 04 de janeiro de 2021 |       |                       | 07 de janeiro de 2021 a 11 de janeiro de 2021 | 07 de janeiro de 2021 a 11 de janeiro de 2021 | 07 de janeiro de 2021 a 11 de janeiro de 2021 | 07 de janeiro de 2021 a 11 de janeiro de 2021 |  |                       | 17 de janeiro de 2021 e 24 de janeiro de 2021 | 17 de janeiro de 2021 e 24 de janeiro de 2021 | 17 de janeiro de 2021 e 24 de janeiro de 2021 | 17 de janeiro de 2021 e 24 de janeiro de 2021 |  |  |
|  |                                                |                                                |                                                |                                                |       |                       |                                               |                                               |                                               |                                               |  |                       |                                               |                                               |                                               |                                               |  |  |
|  | Palmeiras                                      | 0                                              | 0                                              | 0                                              |       |                       |                                               |                                               |                                               |                                               |  |                       |                                               |                                               |                                               |                                               |  |  |
|  | Atlético Mineiro                               | 0                                              | 1                                              | 1                                              |       |                       |                                               |                                               |                                               |                                               |  |                       |                                               |                                               |                                               |                                               |  |  |
|  | Atlético Mineiro                               | 0                                              | 1                                              | 1                                              |       | Atlético Mineiro(pen) | 1                                             | 1                                             | 2 (5)                                         |                                               |  |                       |                                               |                                               |                                               |                                               |  |  |
|  |                                                |                                                |                                                |                                                |       | Atlético Mineiro(pen) | 1                                             | 1                                             | 2 (5)                                         |                                               |  |                       |                                               |                                               |                                               |                                               |  |  |
|  |                                                | Corinthians                                    | 1                                              | 1                                              | 2 (4) |                       |                                               |                                               |                                               |                                               |  |                       |                                               |                                               |                                               |                                               |  |  |
|  | Corinthians                                    | Corinthians                                    | 1                                              | 1                                              | 2 (4) | 0                     | 3                                             | 3                                             |                                               |                                               |  |                       |                                               |                                               |                                               |                                               |  |  |
|  | Corinthians                                    |                                                |                                                |                                                |       | 0                     | 3                                             | 3                                             |                                               |                                               |  |                       |                                               |                                               |                                               |                                               |  |  |
|  | Grêmio                                         | 0                                              | 2                                              | 2                                              |       |                       |                                               |                                               |                                               |                                               |  |                       |                                               |                                               |                                               |                                               |  |  |
|  | Grêmio                                         | 0                                              | 2                                              | 2                                              |       |                       |                                               |                                               |                                               |                                               |  | Atlético Mineiro(pen) | 2                                             | 0                                             | 2 (5)                                         |                                               |  |  |
|  |                                                |                                                |                                                |                                                |       |                       |                                               |                                               |                                               |                                               |  | Atlético Mineiro(pen) | 2                                             | 0                                             | 2 (5)                                         |                                               |  |  |
|  |                                                | Athletico Paranaense                           | 1                                              | 1                                              | 2 (4) |                       |                                               |                                               |                                               |                                               |  |                       |                                               |                                               |                                               |                                               |  |  |
|  | São Paulo                                      | Athletico Paranaense                           | 1                                              | 1                                              | 2 (4) | 1                     | 0                                             | 1                                             |                                               |                                               |  |                       |                                               |                                               |                                               |                                               |  |  |
|  | São Paulo                                      |                                                |                                                |                                                |       | 1                     | 0                                             | 1                                             |                                               |                                               |  |                       |                                               |                                               |                                               |                                               |  |  |
|  | Athletico Paranaense                           | 1                                              | 1                                              | 2                                              |       |                       |                                               |                                               |                                               |                                               |  |                       |                                               |                                               |                                               |                                               |  |  |
|  | Athletico Paranaense                           | 1                                              | 1                                              | 2                                              |       | Athletico Paranaense  | 2                                             | 3                                             | 5                                             |                                               |  |                       |                                               |                                               |                                               |                                               |  |  |
|  |                                                |                                                |                                                |                                                |       | Athletico Paranaense  | 2                                             | 3                                             | 5                                             |                                               |  |                       |                                               |                                               |                                               |                                               |  |  |
|  |                                                | Flamengo                                       | 2                                              | 1                                              | 3     |                       |                                               |                                               |                                               |                                               |  |                       |                                               |                                               |                                               |                                               |  |  |
|  | Flamengo(pen)                                  | Flamengo                                       | 2                                              | 1                                              | 3     | 3                     | 1                                             | 4 (4)                                         |                                               |                                               |  |                       |                                               |                                               |                                               |                                               |  |  |
|  | Flamengo(pen)                                  |                                                |                                                |                                                |       | 3                     | 1                                             | 4 (4)                                         |                                               |                                               |  |                       |                                               |                                               |                                               |                                               |  |  |
|  | Fluminense                                     | 1                                              | 3                                              | 4 (1)                                          |       |                       |                                               |                                               |                                               |                                               |  |                       |                                               |                                               |                                               |                                               |  |  |

## Premiação
| Campeão do Campeonato Brasileiro de Futebol Sub-20 de 2020 |
| ---------------------------------------------------------- |
| Atlético Mineiro (1° título)                               |